# Elza z afrykańskiego buszu – nowa przygoda
Elza z afrykańskiego buszu – nowa przygoda lub Nowe przygody Elzy z afrykańskiego buszu (ang. Born Free: A New Adventure) – amerykański film przygodowy z 1996 roku w reżyserii Tommy’ego Lee Wallace’a.

## Fabuła
Osierocone lwiątko trafia pod opiekę pracującej w kenijskiej klinice pielęgniarki Eleanor Porter (Linda Purl) i jej nastoletniej córki Val (Ariana Richards). Dzikie zwierzę, nazwane Elzą, wychowuje się wśród ludzi. Po roku do Kenii przybywa na stypendium naukowe wdowiec, doktor David Thompson (Chris Noth). Towarzyszą mu dzieci, Gina (Lea Moreno Young) i Randal (Jonathan Brandis), które nie chcą mieszkać w afrykańskim buszu. Dzięki Val i jej oswojonej lwicy zaczynają jednak przywiązywać się do nowego domu. Tymczasem Elza zaczyna sprawiać problemy.

## Obsada
- Linda Purl jako Eleanor Porter
- Ariana Richards jako Val Porter
- Chris Noth jako doktor David Thompson
- Vicky Kente jako Selena Wilkinson
- John Matshikiza jako George Luello
- Pamela Nomvete jako Ondine Luello
- Lea Moreno Young jako Gina Thompson
- Jonathan Brandis jako Randal „Rand” Everett Thompson

i inni